# 16118 Therberens
16118 Therberens è un asteroide della fascia principale. Scoperto nel 1999, presenta un'orbita caratterizzata da un semiasse maggiore pari a 2,2555173 au e da un'eccentricità di 0,1492893, inclinata di 5,77633° rispetto all'eclittica.
L'asteroide è dedicato alla studentessa statunitense Theresa Joan Berens.